# 리키 전설
《리키 전설》(りき伝説)은 아크 시스템 웍스가 발매한 2012년 진행형 격투 게임이다. 닌텐도 3DS로 개발된 《쿠니오군》 시리즈 두번째 게임으로, 2012년 12월 12일 일본에서만 출시됐다. 이야기상 《열혈경파 쿠니오군 스페셜》의 프리퀄로, 《쿠니오군》의 주역 중 하나인 리키가 주인공으로 등장한다.

## 줄거리
《열혈경파 쿠니오군 스페셜》의 전 시간대에 해당하며, 리키가 하나조노 고등학교의 축구부에서 활동할 시기의 이야기를 그렸다.

## 개발
등장인물 중 일부는 게임 개발진 직원을 모델로 삼았다.